# Hiệp hội Kinh tế Quốc tế
Hiệp hội Kinh tế Quốc tế, viết tắt theo tiếng Anh là IEA (International Economic Association) là một tổ chức phi chính phủ quốc tế hoạt động trong lĩnh vực nghiên cứu và ứng dụng kinh tế.
IEA thành lập năm 1950 theo đề xuất của Ban Khoa học Xã hội (Social Sciences Department) của UNESCO
IEA là thành viên liên hiệp khoa học của Hội đồng Khoa học Quốc tế (ISC) , và trước đây của Hội đồng Khoa học Xã hội Quốc tế (ISSC) từ năm 1973.

## Mục tiêu
Mục đích của IEA là thúc đẩy quan hệ cá nhân và sự hiểu biết lẫn nhau giữa các nhà kinh tế ở các bộ phận khác nhau của thế giới thông qua việc tổ chức các cuộc họp khoa học, thông qua các chương trình nghiên cứu chung và bằng phương tiện của các ấn phẩm của một nhân vật quốc tế về các vấn đề quan trọng hiện nay.

## Tổ chức
Hội đồng điều hành IEA bao gồm đại diện của tất cả các hội viên và một số lượng nhất định các thành viên được chọn tham gia. Hội đồng họp đại hội 3 năm một kỳ, đánh giá các chính sách chung của Hiệp hội và bầu ra chủ tịch và các thành viên của Ban chấp hành cho nhiệm kỳ ba năm. Ủy ban điều hành thực hiện điều hành công việc giữa các kỳ đại hội.
Thành viên liên kết của IEA là các tổ chức, hiệp hội khoa học kinh tế ở các nước.

## Hoạt động
IEA tổ chức 3 năm một kỳ đại hội.
| Nr. | Năm  | Địa điểm đại hội     | Chủ tịch     | Chủ tịch                  |
| --- | ---- | -------------------- | ------------ | ------------------------- |
| 19. | 2021 | Bali                 | 2021-        |                           |
| 18. | 2017 | Santa Fe, Tp. Mexico | 2017-2021    | Kaushik Basu              |
| 17. | 2014 | Dead Sea             | 2014-2017    | Timothy Besley            |
| 16. | 2011 | Bắc Kinh             | 2011–2014    | Joseph E. Stiglitz        |
| 15. | 2008 | Istanbul             | 2008–2011    | Masahiko Aoki             |
| 14. | 2005 | Marrakech            | 2005–2008    | Guillermo Calvo           |
| 13. | 2002 | Lisbon               | 2002–2005    | János Kornai              |
| 12. | 1999 | Buenos Aires         | 1999–2002    | Robert M. Solow           |
| 11. | 1995 | Tunis                | 1995–1999    | Jacques Drèze             |
| 10. | 1992 | Moskva               | 1992–1995    | Michael Peter Bruno       |
| 9.  | 1989 | Athens               | 1989–1992    | Anthony B. Atkinson       |
| 8.  | 1986 | New Delhi            | 1986–1989    | Amartya Sen               |
| 7.  | 1983 | Madrid               | 1983–1986    | Kenneth Arrow             |
| 6.  | 1980 | Mexico               | 1980–1983    | Victor L. Urquidi         |
| 5.  | 1977 | Tokyo                | 1977–1980    | Shigeto Tsuru             |
| 4.  | 1974 | Budapest             | 1974–1977    | Edmond Malinvaud          |
|     |      |                      | 1971–1974    | Fritz Machlup             |
| 3.  | 1968 | Montreal             | 1968–1971    | Erik Lundberg             |
|     |      |                      | 1965–1968    | Paul A. Samuelson         |
| 2.  | 1962 | Vienna               | 1962–1965    | G. Ugo Papi               |
|     |      |                      | 1959–1962    | Edward Austin G. Robinson |
| 1.  | 1956 | Rome                 | 1956–1959    | Erik Lindahl              |
|     |      |                      | 1953–1956    | Howard S. Ellis           |
|     |      |                      | 1950–1953    | & Gottfried Haberler      |
| x   | 1950 |                      | 1950 (Quyền) | & Joseph Alois Schumpeter |

## Xuất bản
Các xuất bản có IEA Newsletter và các ấn phẩm theo chủ đề nhất định, phát hành không định kỳ.